# 安卡斯科查湖
14°55′20″S 73°50′20″W / 14.92222°S 73.83889°W
安卡斯科查湖（Lake Ancascocha），是秘魯的湖泊，位於該國中南部阿亞庫喬大區，由查維尼亞區和科拉科拉區負責管轄，長2.24公里、寬1.48公里，海拔高度3,424米。